# 許盛
許盛（1434年—？），字昌世，浙江嘉興府平湖縣人，明朝政治人物。同進士出身。

## 生平
景泰七年（1456年）丙子科浙江鄉試第六十三名。天順八年（1464年）甲申科會試第七名，殿試登進士第三甲第一百四十九名。

## 家族
曾祖父許伯齡。祖父許忠。父亲許信。